# After Laughter
After Laughter — пятый студийный альбом американской рок-группы Paramore, выпущенный 12 мая 2017 года на лейбле Fueled by Ramen вслед за одноимённым альбомом 2013 года. Альбом был спродюсирован Тейлором Йорком и Джастином Мелдал-Джонсеном. Это первый альбом группы после возвращения барабанщика Зака Фарро, покинувшего группу со своим братом Джошем в 2010 году, и ухода басиста Джереми Дэвиса, покинувшего группу в 2015 году. В этом альбоме группа отошла от привычного звучания в стиле поп-панк и альтернативный рок, характерного для предыдущих пластинок. Альбом затрагивает темы эмоционального истощения, депрессии и злости, контрастирующие с оптимистичным и ярким звучанием песен.
After Laughter получил одобрительные отзывы критиков, хваливших новое звучание группы в стиле, характерном для нью-вейва и синти-попа 1980-х.
Главный сингл альбома, «Hard Times» был выпущен 19 апреля 2017 года, одновременно с выходом видеоклипа и началом предзаказа альбома. Второй сингл, «Told You So» был выпущен 3 мая 2017 года. Третий сингл «Fake Happy» вышел 29 августа 2017 года. Четвёртый сингл «Rose-Colored Boy» вышел 5 февраля 2018 года одновременно с видеоклипом на эту песню. 26 июня 2018 года одновременно с клипом вышел пятый сингл «Caught in the Middle».

## Предыстория и запись
19 января 2016 года Хейли Уильямс в своём твиттере сообщила, что группа находится в процессе записи своего пятого альбома. 8 июня 2016 года группа опубликовала короткое видео из студии на своей страничке в социальной сети. Этому предшествовал целый ряд фото, на которых присутствовали бывший барабанщик Зак Фарро и продюсер Джастин Мелдал-Джонсен, что заставило фанатов и некоторые медиа-источники предсказывать возвращение Фарро. 17 июня Фарро был снова замечен на фотографии, выложенной в соцсеть. На этот раз он сидел за барабанной установкой, подтверждая, что он будет записывать ударные для нового альбома. Однако позже он пояснил, что только запишет партии ударных для альбома, но не возвращается в группу в качестве постоянного участника. Несмотря на это 2 февраля 2017 года группа анонсировала официальное возвращение Фарро в качестве постоянного ударника группы. Альбом был записан в нэшвилской студии RCA Studio B, став первым альбомом, записанным группой в их родном городе. Альбом был спродюсирован Джастином Мелдал-Джонсеном, который также продюсировал альбом Paramore (2013), и гитаристом Тейлором Йорком.
Перед созданием альбома, в интервью The New York Times, Хейли Уильямс заявила: «Я даже не была уверена, что мы будем записывать ещё один альбом…» … «Был момент, когда я даже не хотела, чтобы это случилось. Но потом мне захотелось, чтобы это произошло, но я не знаю как мы это осуществим.»
Что касается названия альбома, Уильямс заявляет: «After Laughter это тот момент, когда ты смотришь на лицо человека, переставшего смеяться. Если долго смотреть на кого-то, всегда будет этот вид который принимает человек, переставший улыбаться, и я всегда с восхищением удивляюсь тому, что возвращает человека обратно в реальность. Вот что такое After Laughter.»
4 марта 2017 года 12 треков были зарегистрированы на ресурсе ASCAP ACE Repertory, десять из которых в итоге оказались среди треков альбома.

## Релиз и продвижение
19 апреля 2017 был выпущен главный сингл «Hard Times», вместе с одноименным клипом и началом предзаказа на альбом, в ходе которого была опубликована обложка, стало известно название альбома, список композиций и дата релиза. Позже на официальном сайте группы был анонсирован европейский тур в поддержку альбома, стартующий в Ирландии 15 июня. Организаторы фестиваля RiotFest подтвердили, что Paramore будут в числе участников в сентябре. 3 мая группа выпустила второй сингл с альбома, названный «Told You So», вместе с видеоклипом на данную песню. 5 мая группа анонсировала своё участие в шоу Джимми Киммела 17 мая. 10 мая альбом утёк в сеть до официального релиза. В день релиза альбома группа анонсировала свой третий круиз «Parahoy!», который пройдёт с 6 по 10 апреля 2018 года по маршруту от Майами до Нассау. 17 мая группа выступила на шоу Джимми Киммела 25 мая группа выступила на другом шоу: «Late late show with James Corden». 29 августа вышел третий сингл «Fake Happy». Видеоклип на песню «Fake Happy» был выпущен 17 ноября. 5 февраля 2018 года был выпущен клип "Rose-Colored Boy", режиссером которого стал Уоррен Фу. Данная песня стала четвертым синглом альбома. 26 июня вышел пятый сингл "Caught in the Middle" сопровождающийся сюрреалистичным видеоклипом на ту же песню.

## Структура
After Laughter является отступлением от звучания предыдущего материала Paramore, поп-панк и эмо-звучание прошлых альбомов остались позади. По информации с сайта AllMusic, альбом записан в жанрах синти-поп и нью-вейв. Журнал Paste описывает альбом, как «нью-вейв поп 80-х» Billboard соглашается, говоря что это альбом в стиле «нью-вейв начала 80-х», в той же степени, в которой песни с After Laughter можно назвать «гладким загорелым инди-попом» Газета Newsday написала, что группа «уходит глубже в свой собственный поп-рок мир», заметив также, что альбом это собрание песен, про то, как оставаться жизнерадостным перед лицом несчастий которые окружают мармеладно-разноцветный мир поп-музыки 80-х, построенной на гладких синтезаторных звуках и острых гитарах оттененных африканским битом, в исполнении вернувшегося в строй Зака Фарро.
«Hard Times» и «Rose-Colored Boy» это «поп-музыка массового производства 80-х с роскошным ритмом, питаемым электростанцией в виде вокала Хэйли Уильямс подскакивающего до неожиданно забавных высот» с оттенками диско. «Fake Happy» начинается c печального акустического проигрыша, «который превращается в амбициозный фанковый гимн про всех, кто скрывает свою грусть». Журнал NME пишет, что «Grudges» звучит как перенапряженная версия The Bangles. «Pool» сравнивается с «классической рок-героиней», группой Heart. «Forgiveness» это «мечтательная и сильная баллада», а «26» это песня «надрывающая струны».

## Оценка критиков
| Совокупная оценка | Совокупная оценка                                                        |
| Источник          | Оценка                                                                   |
| ----------------- | ------------------------------------------------------------------------ |
| Metacritic        | 81/100                                                                   |
| Оценки критиков   |                                                                          |
| Источник          | Оценка                                                                   |
| AllMusic          | [ 38 ]                                                                   |
| The Guardian      | 4 из 5 звёзд · 4 из 5 звёзд · 4 из 5 звёзд · 4 из 5 звёзд · 4 из 5 звёзд |
| Newsday           | A-                                                                       |
| NME               | [ 39 ]                                                                   |
| Paste             | 8.7/10                                                                   |
| Rolling Stone     | [ 40 ]                                                                   |

Мэтт Коллар с AllMusic отметил, что «Нужно выделить Йорка, как соавтора всех песен, чьё искусное мастерство игры на гитаре и клавишных внесло наибольший вклад в создание отчетливого и характерного звучания альбома. Но конечно Уильямс всё ещё остаётся центральным персонажем творчества Paramore, её голос является связующей нитью, проходящей через все песни альбома и несущей свойственную ему теплоту и радость. Такие треки как открывающая альбом песня с оттенком диско „Hard Times“ и резко снижающая темп „Told You So“ это изобилие въедливых горячих мелодий с ярким звучанием маримба и более холодных и взрослых современных синтезаторов. Уильямс своими арпеджио сплетает теплоту песни „Friday I’m In Love“ группы Cure в „Grudges“ и поведение дивы эпохи Энни Леннокс в треке „Forgiveness“». Джон Караманика из The New York Times отметил, что Paramore «снова мыслят одинаково, но уже не так как раньше. Мисс Уильямс и музыканты её коллектива Зак Фарро и Тейлор Йорк превратили себя в поп-рок группу 80-х: жесткая цифровая перкуссия, синтезаторы и по большей части напряженный приторный вокал мисс Уильямс». В своём положительно настроенном обзоре The Guardian пишет, что альбом это «покрытая карамелью горечь в своём лучшем виде — может и отвернёт их от толпы читателей Kerrang!, но что точно не изменится, так это эмоциональные корни Paramore — театральная медоточивость внутреннего гнева.» Газета Newsday похвалила альбом, заявив, что «чем ближе Paramore подходят к распаду, тем лучше они находят причины оставаться вместе», добавив, что альбом «содержит популярные хиты, которые могут сделать только Paramore. И это идеальная причина, для того чтобы группа продолжала существовать». Журнал NME написал: «Катарсис обычно не бывает таким уж приятным, но иногда улыбка сквозь боль работает лучше, чем плач». По оценке сайта Sputnikmusic After Laughter первый с 2010 года альбом Paramore действительно изменивший стиль, имея в виду треки «No Friend» и «26» как самые яркие композиции творчества Paramore. Лиана Каплан из Paste заявила, что любовь людей к Уильямс никуда не делась, в то же время замечая, что «однажды погрузившись в хэви-поп альбом, которым является After Laughter, становится ясно, что менее беспокойный вид Paramore это только поверхностное восприятие. Если взглянуть глубже, то можно увидеть, что Уильямс сражается с собой в попытке попросить прощения („Forgiveness“, „Caught In The Middle“) и не терять лица перед публикой („Fake Happy“)».

## Список композиций
Слова и музыка всех песен — Хейли Уильямс и Тейлор Йорк. "Rose-Colored Boy", "Pool", and "Grudges" написаны совместно с Заком Фарро, "No Friend" написана совместно с Аароном Вайсом. Все песни спродюсированы Йорком и Джастином Мелдал-Джонсоном.
| №                   | Название               | Длительность |
| ------------------- | ---------------------- | ------------ |
| 1.                  | «Hard Times»           | 3:02         |
| 2.                  | «Rose-Colored Boy»     | 3:32         |
| 3.                  | «Told You So»          | 3:08         |
| 4.                  | «Forgiveness»          | 3:39         |
| 5.                  | «Fake Happy»           | 3:55         |
| 6.                  | «26»                   | 3:41         |
| 7.                  | «Pool»                 | 3:52         |
| 8.                  | «Grudges»              | 3:07         |
| 9.                  | «Caught in the Middle» | 3:34         |
| 10.                 | «Idle Worship»         | 3:18         |
| 11.                 | «No Friend»            | 3:23         |
| 12.                 | «Tell Me How»          | 4:20         |
| Общая длительность: | Общая длительность:    | 42:31        |

## Участники записи
Список предоставлен сайтом AllMusic.
Paramore
- Хейли Уильямс — вокал, клавишные, перкуссия, бэк-вокал
- Тейлор Йорк — гитара, клавишные, перкуссия, маримба, продюсирование, техник, сведение, компьютерная обработка, бэк-вокал
- Зак Фарро — ударные, клавишные, перкуссия, колокольчики, бэк-вокал

Дополнительные участники
- Джастин Мелдал Джонсен — бас-гитара, клавишные, продюсирование, техник, компьютерная обработка
- Аарон Вайс — вокал, композитор (track 11)
- Зелли Бу Мелдал-Джонсон — бэк-вокал
- Дэвид Дэвидсон — скрипка
- Бенжамин Кауфман — скрипка
- Бетси Лэмб — альт
- Клэйр Инди — виолончель
- Дэниэл Джеймс — струнные аранжировки
- Карлос де ла Гарза — техник, сведение
- Майк Шуппан — техник, сведение
- Кевин Ботгер — техник-помощник
- Дейв Кули — мастеринг
- Кен Тисутивонгс — фотохудожник
- Скотт Клиари — художник-постановщик, дизайнер
- Анна Деклементе — менеджер артистов и репертуара
- Стив Робертсон — менеджер артистов и репертуара
- Бриан Бэнни — упаковка
- Линдси Бирнс — фотограф группы